# ولاستیمیل توسار
ولاستیمیل توسار (انگلیسی: Vlastimil Tusar; زاده ۱۸ اکتبر ۱۸۸۰ – درگذشته ۲۲ مارس ۱۹۲۴) سیاست‌مدار اهل چکسلواکی بود. وی از ۸ ژوئیه ۱۹۱۹ تا ۱۵ سپتامبر ۱۹۲۰ نخست‌وزیر چکسلواکی بود.
ولاستیمیل توسار در ۲۲ مارس ۱۹۲۴، در سن ۴۳ سالگی درگذشت.